# Roter Kamm
Il Roter Kamm, così chiamato per antonomasia e anche detto cratere Roter Kamm, e tradotto dal tedesco crinale rosso, è un cratere meteoritico situato nel parco nazionale Tsau ǁKhaeb Sperrgebiet, all'interno della sezione namibiana del deserto del Namib, circa 80 chilometri a nord di Oranjemund e 12 chilometri a sud-ovest del monte Aurus nella regione di ǁKaras. Il cratere, che ha un diametro di 2,5 chilometri ed è profondo 130 metri, ha un'età stimata a 4,81 ± 0,5 Ma, collocandosi nel Pliocene. Il cratere è esposto in superficie, ma il suo pavimento originale è coperto da depositi di sabbia spessi almeno 100 metri.

## Descrizione
Il meteorite ha colpito uno strato di gneiss granitico precambriano che fa parte del complesso metamorfico Namaqua, sovrapposto ad alcune rocce sedimentarie più giovani. Nessuna parte del meteorite è stata trovata, suggerendo che sia completamente evaporato al momento dell'impatto. La meteora che l'ha colpito era approssimativamente delle dimensioni di un SUV.
La struttura d'impatto del Roter Kamm espone un grande volume di brecce cataclastiche/mylonitiche e pseudotachilitiche nel granito e negli gneiss del basamento, cosa insolita per piccoli crateri. Il quarzo anomalo trovato sul bordo del cratere, e le inclusioni di fluido primario nel quarzo, sembrano fornire la prova di un'attività idrotermale post-impatto, generata dal calore dell'impatto, nel cratere da impatto Roter Kamm. I processi eoliani e alluvionali hanno avuto ciascuno un ruolo nel modificare il cratere fin dalla sua formazione. Gran parte della storia più recente della modifica del cratere si riferisce ai processi eoliani. Le sabbie mobili attive seppelliscono in gran parte il cratere e mascherano efficacemente la maggior parte delle firme associate all'attività precedente di altri processi. L'erosione eoliana in corso è responsabile del dilavamento del bordo esposto.

## Galleria d'immagini

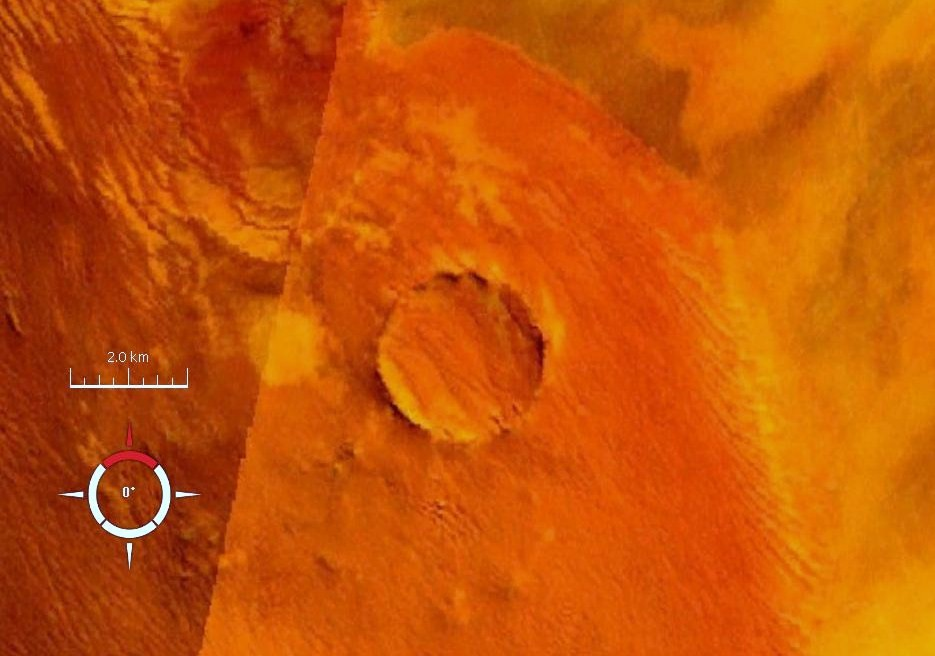
Immagine Landsat del cratere Roter Kamm; cattura dello schermo da NASA World Wind
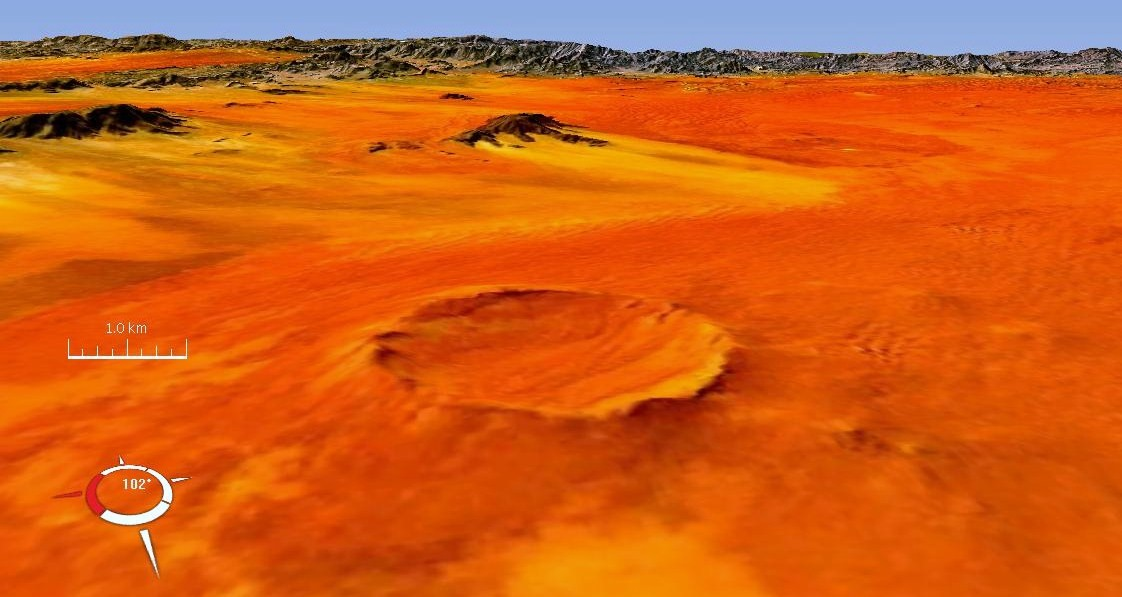
Immagine obliqua Landsat del cratere Roter Kamm drappeggiata sul modello di elevazione digitale (esagerazione verticale x2); cattura dello schermo da NASA World Wind
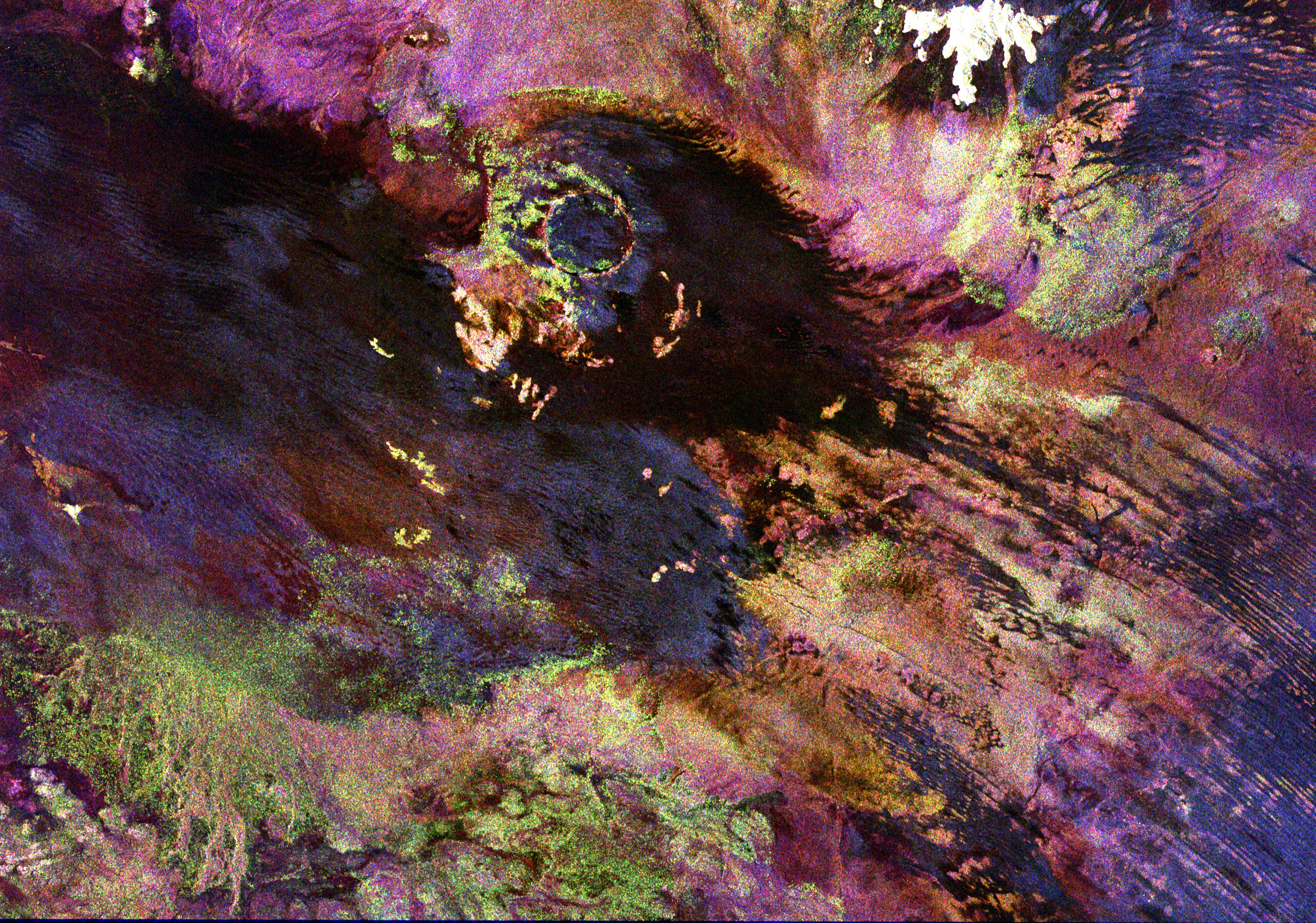
Immagine radar a falsi colori (SAR-C/X-SAR) del cratere da impatto Roter Kamm
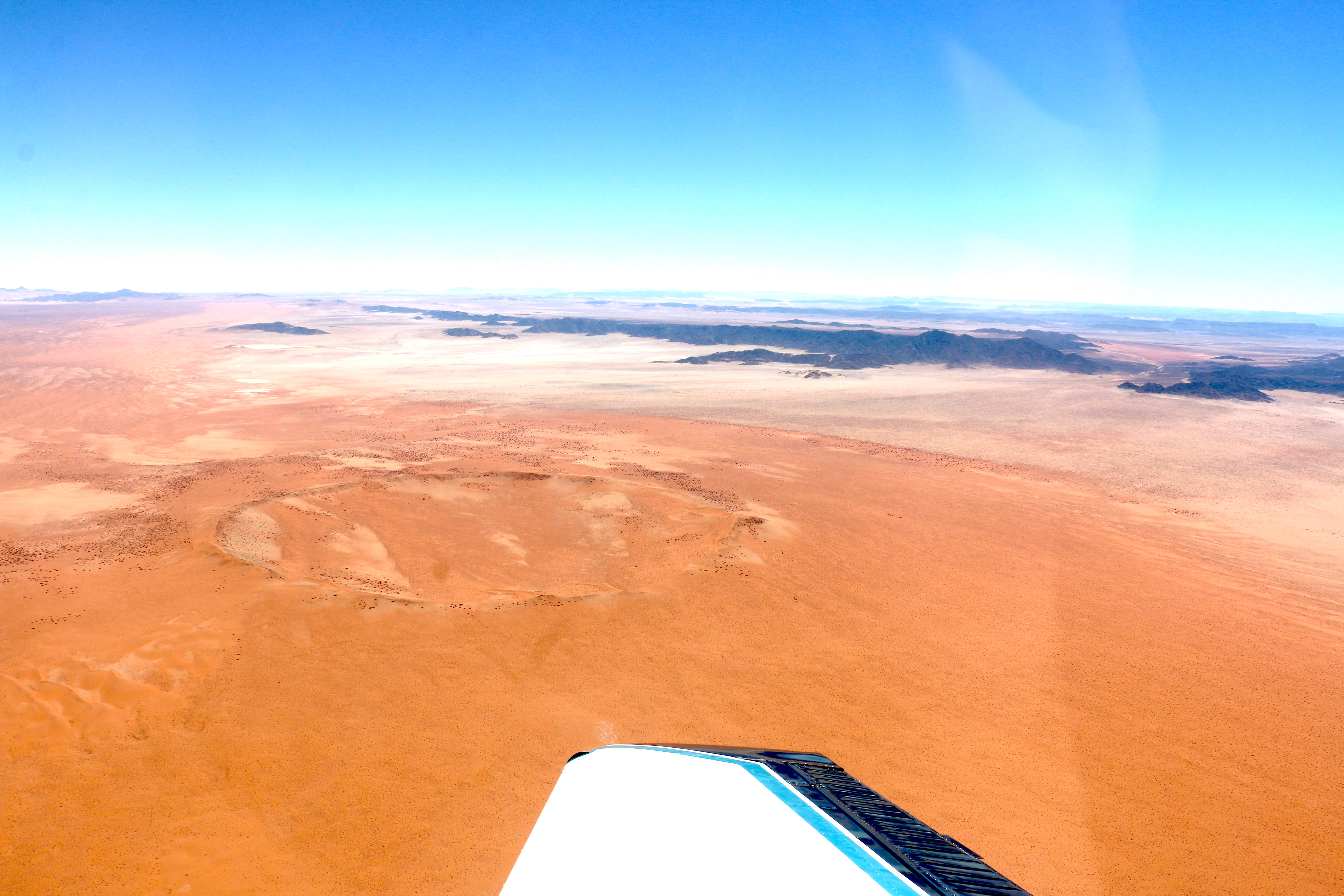
Vista a volo d'uccello del cratere Roter Kamm, direzione nord